# Józef Razowski
Józef Razowski, (4 april 1932) is een Pools entomoloog en lepidopteroloog, gespecialiseerd in vlinders van de familie bladrollers (Tortricidae).
Józef Razowski was verbonden aan het Instituut voor systematiek en evolutie van dieren, van de Poolse Academie van Wetenschappen. Van 1988 tot 1997 was hij directeur van dat instituut. Hij ging in 2003 met pensioen. Hij was ook secretaris van de Poolse Academie van Wetenschappen.
Hij ontving vele prijzen, waaronder de Poolse Staatsprijs en tweemaal de Ignaz-Schiffermüller-Medaille.

## Boeken
- World fauna of the Tortricini : '(Lepidoptera, Tortricidae)', Krakau 1966
- The type specimens of the species of some Tortricidae (Lepidoptera), Krakau 1971
- Lepidoptera of Poland, Volume 1, Washington D.C. 1976

- Bibsys: 15009939
- Bibliothèque nationale de France: cb16562990v (data)
- CiNii: DA01661471
- Gemeinsame Normdatei: 1066614474
- International Standard Name Identifier: 0000 0000 8199 7770
- Library of Congress Control Number: n82037783
- Nationale Bibliotheek van Tsjechië: jn20020721354
- Nationale Bibliotheek van Israël: 987007317905405171
- Nederlandse Thesaurus van Auteursnamen: 068937792
- Réseau des bibliothèques de Suisse occidentale: 02-A003730828
- Système universitaire de documentation: 082019355
- Virtual International Authority File: 12826341
- WorldCat: E39PBJcwFYQkVqbW3f76G7RR8C